# Синагога в Осло
Синагога Осло (норв. Synagogen i Oslo) — синагога в Осло, столице Норвегии. Община была основана в 1892 году, но нынешнее здание было построено в 1920 году. Историк архитектуры Кэрол Херсел Крински описывает двухэтажное оштукатуренное здание с круглой башней, увенчанной шпилем, поддерживающим звезду Давида, как напоминающее «простую и очаровательную деревенскую часовню».
Король Харальд V и наследный принц Хокон посетили синагогу в июне 2009 года.

## История

### Стрельба 2006 года
Синагога была местом стрельбы в 2006 году, которую, по подозрению полиции, устроили четверо мужчин в машине. Никто не пострадал. Предположительно это были: 29-летний преступник, ставший исламистом, Арфан Бхатти (пакистанского происхождения), 28-летний норвежец пакистанского происхождения, 28-летний норвежец иностранного происхождения и 26-летний норвежец.
Бхатти был оправдан по обвинению в терроризме, но всё же осуждён за соучастие в стрельбе (наряду с несколькими другими не связанными обвинениями), которое вместо этого было признано «грубым вандализмом». Трое других мужчин были оправданы по всем пунктам обвинения.

### Межконфессиональное кольцо мира
21 февраля 2015 года около 1000 человек сформировали человеческое «кольцо мира» возле синагоги в Шаббат, чтобы показать, что они осуждают антисемитское насилие. Мероприятие, инициированное группой молодых норвежских мусульман, произошло вскоре после череды террористических атак по всей Европе, в том числе терактов в Иль-де-Франс в Париже и стрельбы в Копенгагене. По словам организатора Хаджры Аршада, целью ринга было показать, «что ислам — это любовь и единство». Зишан Абдулла, соорганизатор, заявил: «Мы хотим продемонстрировать, что евреи и мусульмане не ненавидят друг друга… Мы не хотим, чтобы отдельные лица определяли, что такое ислам для остальных из нас… Поддерживающих мир гораздо больше, чем поджигателей войны». Множество мусульман, евреев и других людей вместе взялись за руки, когда главный раввин Норвегии Михаэль Мельхиор спел «Элиягу Ханави», традиционную песню после Хавдалы. Демонстрация привлекла внимание международных СМИ. В некоторых сообщениях СМИ говорилось, что, возможно, лишь меньшинство присутствующих были мусульманами. Эрвин Кон, президент норвежской еврейской общины, заявил журналистам, что точное количество мусульман среди присутствовавших на демонстрации невозможно определить количественно.